# La Verpillière
La Verpillière település Franciaországban, Isère megyében. Lakosainak száma 7643 fő (2022. január 1.). La Verpillière Frontonas, Saint-Quentin-Fallavier és Villefontaine községekkel határos.

## Népesség
A település népességének változása:
| Lakosok száma | 2424 | 5293 | 5595 | 5982 | 6688 | 6982 | 7226 | 7293 | 7354 | 7643 |
|               | 1968 | 1982 | 1990 | 2006 | 2013 | 2015 | 2017 | 2019 | 2020 | 2022 |